# USCGC Healy (WAGB-20)
Le USCGC Healy (WAGB-20) est le plus grand et le plus techniquement avancé des brise-glaces de l'United States Coast Guard des États-Unis. Le 5 septembre 2015, il est devenu le premier navire de surface américain à atteindre le pôle nord sans accompagnement. Son port d'attache est Seattle dans l'État de Washington et sa devise est Promise and Deliver.

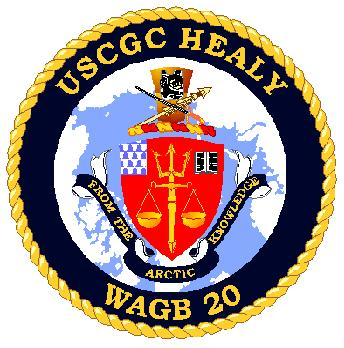
Emblème de l'USCGC Healy.

## Construction
Le Healy a été construit sur le Chantier naval Avondale en Louisiane, en amont de La Nouvelle-Orléans. Cette réalisation a été faite avec un transfert de technologie entre Avondale Industries et le finlandais Aker Artic d'Helsinki. Celui-ci a fourni son expertise pour le développement de la forme de la coque et la propulsion sur la base du diesel-électrique du brise-glace finlandais Otso (en).
Il porte le nom du capitaine Michael A. Healy (en) (1839-1904) de l'ancien United States Revenue Cutter Service.
Mis en service le 10 novembre 1999, il a rejoint à Seattle les deux autres navires USCGC Polar Star et USCGC Polar Sea après des essais en mer au large de San Juan puis en mer de Baffin entre le Canada et le Groenland. Il est arrivé à Seattle le 9 août 2000, après avoir franchi le passage du Nord-Ouest.

## Caractéristiques techniques
Le Healy a une équipe minimum pour naviguer en toute sécurité. Mais en raison de la vaste gamme des missions menées par celui-ci, il est essentiel que les membres d'équipage soient pleinement qualifiés sur un certain nombre de fonctions. Il est équipé de deux containers de travail et de plusieurs grues articulées. La plate-forme arrière de travail offre suffisamment d'espace pour mener les opérations scientifiques et de recherche.
Au niveau de la navigation, il possède un système de positionnement dynamique grâce aux propulseurs transversaux. Il a un hangar pour deux hélicoptères et une plate-forme de réception de 8 conteneurs héliportés (modules scientifiques et autres...) et des bateaux pneumatiques.

## Missions
Le Healy est conçu pour mener une vaste gamme d'activités de recherche en offrant plus de 390 m2 d'espace scientifique de laboratoire, de nombreux systèmes de capteurs électroniques, des winchs océanographiques et l'hébergement pour un maximum de 50 scientifiques.
Il est également conçu pour briser 1,4 m de glace en continu à 3 nœuds (5,6 km/h) ou de la glace de 3 m d'épaisseur, et peut fonctionner à des températures aussi basses que -46 °C. Il peut aussi supporter d'autres missions dans les régions polaires, la recherche et sauvetage, l'escorte de navires, la protection de l'environnement, et l'application des lois et des traités internationaux.
Il a reçu le Coast Guard E Ribbon (en) pour la période du 4 février 2012 au 19 novembre 2014 pour sa participation à l'Afloat Training Group (AFO).
Il a subi une révision en cale sèche sur USS Resolute (AFDM-10) à Seattle de fin 2019 à 2021.